# Estación Sastre (Belgrano)
Sastre es una estación de ferrocarril de la localidad del mismo nombre, ubicada en la provincia de Santa Fe, Argentina.

## Servicios
No presta servicios de pasajeros, solamente de cargas. Sus vías corresponden al Ramal CC del Ferrocarril General Belgrano. Sus vías e instalaciones están a cargo de la empresa estatal Trenes Argentinos Cargas.
Se encuentra precedida por el Estación Trail y le sigue la Estación Esmeralda.
Hasta 1993, Sastre era una de las estaciones donde paraba el tren "El Norteño" que unía Retiro con Salta y Jujuy, vía Rosario, Córdoba y Tucumán. Era uno de los servicios principales del Ferrocarril Belgrano. Desde entonces no corren trenes de pasajeros.